# تمکو تی-۳۵
تمکو تی-۳۵ (به انگلیسی: Temco_T-35_Buckaroo) یک هواگرد ملخ‌پیشین تک‌موتوره از نوع هواگرد ثابت‌بال آموزشی ساخت شرکت Temco Aircraft است. هواگرد تمکو تی-۳۵ نخستین پروازش را در ۱۹۴۸ میلادی انجام داد. این هواگرد در سال ۱۹۴۸ میلادی رسماً معرفی گردید. در مجموع، تعداد ۲۶ فروند از این هواگرد ساخته شده‌است.